# 从贝勒维可见的圣维克多山
从贝勒维可见的圣维克多山（La Montagne Sainte-Victoire vue de Bellevue）是法国艺术家保罗·塞尚的一幅风景油画，绘于1886年。描绘法国南部普罗旺斯的圣维克多山。塞尚当时在普罗旺斯地区艾克斯度过了很多时间，与当地的风景形成了特殊的关系。这座特别的山，在周围的风景中很突出，在他的房子里就可以看到，他在很多场合都画了这座山。
在画面的右侧中央，塞尚描绘了艾克斯-马赛铁路线上的铁路桥。
塞尚在这幅画中清楚地展示了自然景观中的秩序感，没有放弃印象派的光学现实主义。 这幅画的光线和色彩都给人一种图案的印象，这种图案不是强加在自然上的，而是自然存在的。